# Cacia cretifera
Cacia cretifera es una especie de escarabajo longicornio del género Cacia, subfamilia Lamiinae. Fue descrita científicamente por Hope en 1831.
Se distribuye por China, India, Laos, Birmania, Nepal, Pakistán, Filipinas y Vietnam. Mide 9-17,5 milímetros de longitud. El período de vuelo ocurre en los meses de abril, mayo, junio y agosto.